# Lex Villia annalis
Lex Villia annalis was een wet van de tribunus plebis Lucius Villius in 180 v.Chr., waarnaar deze tak van de gens Villia het cognomen Annalis kreeg.
Zij bevatte bepalingen omtrent de leeftijd, waarop men naar enig ambt mocht dingen en de volgorde, waarin de ambten moesten worden bekleed (cursus honorum). Uit het voorbeeld van Tiberius Sempronius Gracchus (tribunus plebis in 133 v.Chr.), die reeds vóór zijn 17 jaar in dienst ging en toen hij 27 was quaestor werd, en dat van Marcus Tullius Cicero, die drie jaar in Griekenland doorbracht en toen hij 31 was quaestor werd, en uit enkele andere gegevens, mag men vermoedelijk het volgende opmaken.
In de regel ging men na zijn 17de verjaardag in dienst en moest men 10 dienstjaren hebben. Had men die jaren nu achtereen uitgediend, dan kon men reeds op zijn 27ste naar de quaestuur dingen, anders eerst later. Zes jaar na de quaestuur kon men aedilis of tribunus plebis worden, drie jaar daarna praetor en nog drie jaar later consul.
Cicero was quaestor op zijn 31ste, aediel op zijn 37ste, praetor op zijn 40ste, consul op zijn 43ste. De genoemde ambten moesten in deze volgorde worden doorlopen.
Aediliteit en volkstribunaat schijnen op één lijn te hebben gestaan, zodat men kon kiezen, naar welk van beide men wilde dingen.

## Referentie
- art. Villia (lex) annalis, in J.G. Schlimmer - Z.C. De Boer, Woordenboek der Grieksche en Romeinsche Oudheid, Haarlem, 19203, p. 654.